# István Gaál
István Gaál (ur. 25 sierpnia 1933 w Salgótarján, zm. 25 września 2007 w Budapeszcie) – węgierski reżyser, scenarzysta i montażysta filmowy. W czasie swojej trwającej niemal pół wieku kariery wyreżyserował ogółem 28 filmów: osiem fabularnych, jedenaście telewizyjnych, sześć dokumentalnych i trzy krótkometrażowe.

## Życiorys
Studiował w szkole filmowej w Budapeszcie oraz w Centro Sperimentale w Rzymie. Był współzałożycielem Studia im. Béli Balázza. Zasiadał w jury konkursu głównego na 24. MFF w Cannes (1971) oraz w jury Złotej Kamery na 48. MFF w Cannes (1995).

## Twórczość
Już jego fabularny debiut, Wir (1964), zdobył wyróżnienie na MFF w Karlowych Warach. Punktem wyjścia dla fabuły tego obrazu, inspirowanego stylem Michelangelo Antonioniego, było tragiczne utonięcie nastolatka, które pozwoliło reżyserowi zarówno na przeprowadzenie wiwisekcji młodego pokolenia, jak i nakręcenie dramatu o podłożu egzystencjalnym.
Największe uznanie międzynarodowe zyskał film Sokoły (1970). Była to opowieść o położonym na odludziu ośrodku szkoleniowym dla sokolników, w którym obowiązuje bezwzględna dyscyplina i niezłomne zasady. Obraz, który ezopowym językiem traktował o mechanizmach dyktatury, przyniósł Gaálowi Nagrodę Jury na 23. MFF w Cannes. 
Film Skorupy (1981) zaprezentowano w konkursie głównym na 34. MFF w Cannes. Pozostałe filmy fabularne Gaála to: Wiosenne wody (1965), Zjazd rodzinny (1968), Martwy pejzaż (1971) i W cieniu legendy (1978).